# Nemesia santeulalia
Nemesia santeulalia là một loài nhện trong họ Nemesiidae.
Nemesia santeulalia được miêu tả năm 2005 bởi Decae.